# St. Peter (Nürnberg)

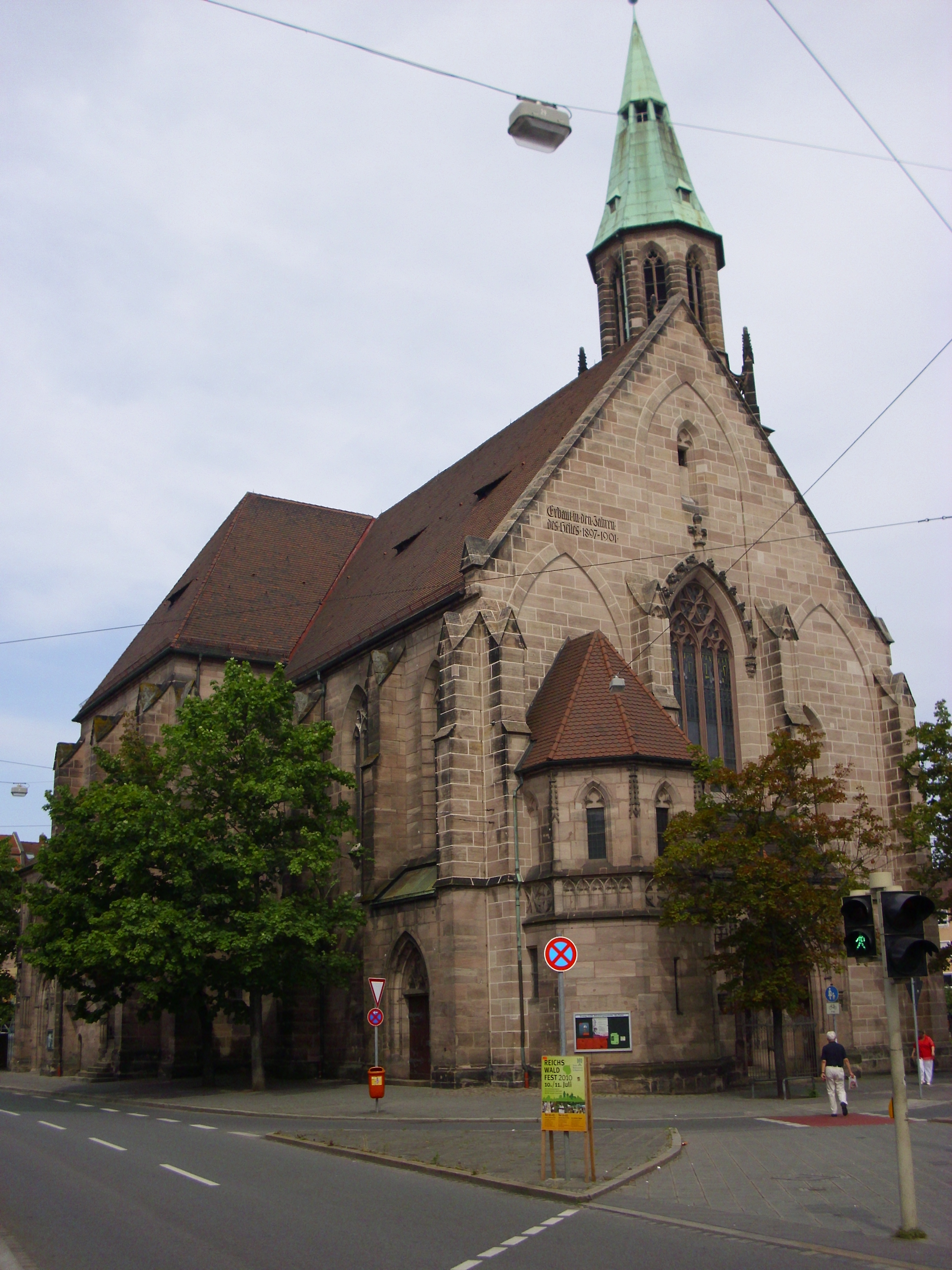
Peterskirche

St. Peter ist ein Stadtteil der kreisfreien Stadt Nürnberg, Name der Gemarkung 3454, Teil des Statistischen Bezirks 10 (Ludwigsfeld) und hatte am 31. Dezember 1997 insgesamt 15.964 Einwohner.

## Lage
Im Norden jenseits der Eisenbahnlinien liegt Tullnau und die Wöhrder Wiese, im Westen Glockenhof, im Osten Gleißhammer und im Südosten Dutzendteich.

## Geschichte
1327 wurde der Siechkobel mit der Peterskapelle an der Regensburger Straße erstmals urkundlich erwähnt.
Gegen Ende des 18. Jahrhunderts gab es in St. Peter neben der Kirche einen Siechkobel mit Schankrecht. Das Hochgericht übte die Reichsstadt Nürnberg aus, was aber von den brandenburg-ansbachischen Ämtern Schwabach und Schönberg bestritten wurde. Grundherr war der St. Peter-und-Paulsiechkobel der Reichsstadt Nürnberg.
Im Rahmen des Gemeindeedikts wurde St. Peter dem 1808 gebildeten Steuerdistrikt Gleißhammer und der im selben Jahr gegründeten Ruralgemeinde Gleißhammer zugeordnet. 1825 wurde St. Peter nach Nürnberg eingemeindet.

### Einwohnerentwicklung
| Jahr      | 001818 | 001824 | 001840 |
| Einwohner | 10     | 21     | 43     |
| Häuser    | 2      | 2      | 3      |
| Quelle    | [ 6 ]  | [ 4 ]  | [ 7 ]  |

## Baudenkmäler
Den Mittelpunkt des Stadtteils bildet die evangelisch-lutherische Pfarrkirche St. Peter. Die ehemalige Siechkobelkapelle St. Peter und Paul weist wertvollen mittelalterlichen Baubestand auf. Im Inneren der Kirche befinden sich etliche Kunstwerke. Sie wurde von 1897 bis 1901 von Josef Schmitz in neugotischen Formen errichtet.
Im Stadtteil St. Peter befindet sich das historische Straßenbahndepot der Stadt Nürnberg. 1985 eröffnete man das Museum im Rahmen der Feierlichkeiten zum 150. Geburtstag des Eisenbahnverkehrs in Deutschland. Sie beherbergt historische Straßenbahnen und Omnibusse.

## Religion
Der Ort ist seit der Reformation überwiegend protestantisch. Die Einwohner evangelisch-lutherischer Konfession sind nach St. Peter gepfarrt, die Einwohner römisch-katholischer Konfession nach St. Kunigund (Nürnberg).

## Wirtschaft
Die Firma Diehl hat ihre Zentrale in der Stephanstraße. In der Regensburger Straße befindet sich die Zentrale der Bundesagentur für Arbeit.

## Bildung
- Sperberschule
- Scharrerschule
- Kita St. Kunigund, Scharrerstr. 30
- Holzgartenschule
- Berufsschule B 1